# Marginale geneigdheid tot consumeren
In de economie is de marginale geneigdheid tot consumeren (MGC) (ook marginale consumptiequote) een empirisch getal dat de geïnduceerde consumptie kwantificeert, het concept dat een stijging van de persoonlijke consumptieve bestedingen (consumptie) optreedt bij een verhoging van het besteedbaar inkomen (d.z.w. het resterende inkomen na aftrek van belastingen en overdrachten).
Als een huishouden bijvoorbeeld een extra euro verdient en de marginale geneigdheid tot consumeren van dat huishouden gelijk is aan 0,65, dan zal dat huishouden van die extra euro 65 cent besteden en 35 cent sparen. Dit verband werkt ook de andere kant op. Een daling in inkomen zal een daling in de consumptie tot gevolg hebben. 
Wiskundig wordt de marginale geneigdheid tot consumeren (MGC)-functie uitgedrukt als de afgeleide van de consumptie-(C)-functie met betrekking tot het besteedbaar inkomen (Y).
{\displaystyle MGC={\frac {dC}{dY}}}
De marginale geneigdheid tot consumeren wordt gemeten als de verhouding van de verandering in consumptie tot de verandering in inkomen. Deze verhouding geeft dus een getal tussen 0 en 1 en is het tegengestelde van de marginale geneigdheid tot sparen (MGS). De MGC kan meer dan één zijn als de economische agent om zijn uitgaven te financieren een geldbedrag leent dat groter is dan zijn inkomen. In een twee sectoren gesloten economie geldt dus dat MGC = 1 - MGS. Beide geneigdheden zijn cruciaal in de Keynesiaanse economie. Zij zijn sleutelvariabelen in het bepalen van de waarde van de multiplier. 